# Alessandra Zendron
Alessandra Zendron (* 10. August 1951 in Bozen, Italien) ist eine italienische Politikerin, Publizistin und Dokumentarfilmerin aus Südtirol.

## Leben
Alessandra Zendron absolvierte ein Studium der Literaturwissenschaft an der Universität Padua. Anschließend arbeitete sie zunächst als Lehrerin und wechselte dann als Programmgestalterin und Regisseurin zum Rai-Sender Bozen, wo sie Dokumentationen über Tiroler Tradition, Geschichte und Städteplanung verantwortete. Neben ihrem Beruf engagierte sie sich im Landessekretariat der Gewerkschaft UIL/SGK, betätigt sich als Publizistin und ist Gründerin der Bozner Filmschule Zelig.
Nachdem 1989 Alexander Langer ins Europäische Parlament gewählt worden war, übernahm Zendron sein Mandat im Südtiroler Landtag und im Regionalrat Trentino-Südtirol als Vertreterin der Grün-Alternativen Liste. 1993 und 1998 gelang Zendron als Kandidatin der Südtiroler Grünen jeweils die Wiederwahl. Von 1999 bis 2002 war Zendron in der Regionalregierung Assessorin für die Koordinierung der regionalen Befugnisse, die Friedensrichterämter und die Vereinfachung der Verwaltungsverfahren. In den Jahren 1994–1996 und 1999–2001 amtierte sie als Vizepräsidentin des Landtags, von 2001 bis 2003 stand sie demselben als Präsidentin vor. Vor den Landtagswahlen 2003 wurde Zendron von der Liste der Grünen ausgeschlossen und trat daher auf der Liste Alternativa Rosa Alternative Enrosadira an, konnte jedoch kein Mandat erringen.

## Publikationen
- Piero Agostini, Alessandra Zendron: Quaranta anni tra Roma e Vienna. RAI-ERI, Rom 1987, ISBN 978-88-397-0461-0.
- Alessandra Zendron: RAI Bolzano. Dalla stazione Eiar alla radiotelevisione trilingue. RAI-ERI, Rom 2006, ISBN 978-88-397-1395-7.